# Франсиско II Фернандес де ла Куэва и Хирон
Франсиско II Фернандес де ла Куэва и Хирон (1510—1563) — испанский аристократ и гранд, 1-й маркиз Куэльяр (1530—1563), 4-й герцог Альбуркерке, 4-й граф Ледесма и Уэльма, 4-й сеньор Момбельтран и Педро-Бернардо (1560—1563).

## Биография
Родился в замке Куэльяр (провинция Сеговия). Старший сын Бельтрана II де ла Куэва и Толедо (1478—1560), 3-го герцога Альбуркерке (1526—1560), и Изабель Хирон и Вега, дочери Хуана Тельес-Хирона (1456—1528), 2-го графа Уреньи (1469—1528), и Леонор де ла Вега и Веласко.
Вместе со своим отцом участвовал в осаде Ла-Гулет и завоевании Туниса (1535).
В феврале 1560 года после смерти своего отца Бельтрана де ла Куэва Франсиско унаследовал титул и владения дома Альбуркерке.

## Семья и дети
Был дважды женат. Его первой женой стала Констанс де Лейва, дочери первого принца д’Асколи. Их дети:
- Бельтран де ла Куэва и Лейва, умер в детстве
- Изабель де ла Куэва и Лейва, умерла незамужней

В 1549 году вторично женился на Марии Фернандес де Кордоба и Зунига, дочери Луиса Фернандеса де Кордобы и Пачеко, второго маркиза Комареса (1518—1564). Их дети:
- Изабель де ла Куэва и Кордоба, муж с 1573 года её дядя Бельтран III де ла Куэва и Кастилья (1551—1612), 6-й герцог Альбуркерке (1571—1612)